# چیرورونی
چیرورونی (به لاتین: Chiroroni) یک منطقهٔ مسکونی در اتحاد قمر است که در آنژوان واقع شده‌است.

## خصوصیات
چیرورونی  ۱٬۳۲۳ نفر جمعیت دارد.